# NGC 2972
NGC 2972 (również NGC 2999, OCL 778 lub ESO 212-SC11) – gromada otwarta znajdująca się w gwiazdozbiorze Żagla. Jest położona w odległości ok. 6,7 tys. lat świetlnych od Słońca.
Odkrył ją James Dunlop 9 maja 1826 roku; John Dreyer w swoim katalogu NGC skatalogował jego obserwację pod numerem NGC 2972. Obiekt zaobserwowany w 1834 roku przez Johna Herschela podczas poszukiwania obiektu Dunlopa i skatalogowany z nieco inną pozycją to prawdopodobnie ta sama gromada gwiazd (Dreyer skatalogował tę obserwację Herschela pod numerem NGC 2999).